# Sonny Criss
William Criss, ps. „Sonny” (ur. 23 października 1927 w Memphis, zm. 7 listopada 1977 w Los Angeles) – afroamerykański muzyk jazzowy. Reprezentant kowencji bebop. Kontynuator stylu gry Charliego Parkera.

## Życiorys
W 1942 przeniósł się z rodziną z Tennessee do Los Angeles. Pierwsze kroki jako perkusista stawiał w grupie „Shifty’ego” Henry’ego jeszcze w szkole średniej. Po jej ukończeniu w 1946 występował w szeregu zespołów o różnych składach, współpracując m.in. z wokalistami i bandliderami Billym Eckstinem i Johnnym Otisem, saksofonistami Wardellem Grayem i Dexterem Gordonem, trębaczem Howardem McGheem (w jego zespole grał wówczas Parker), gitarzystą Barneym Kesselem, pianistą Hamptonem Hawesem oraz trębaczem i bandliderem Geraldem Wilsonem.
W 1947 dołączył do grupy koncertowej Jazz at the Philharmonic (JATP) Normana Granza. Dzięki temu jego nazwisko stało się rozpoznawalne wśród publiczności, która w dużej liczbie przychodziła na występy bardziej znanych muzyków z JATP. Następnie grał w orkiestrze Stana Kentona. W 1956 został członkiem big-bandu perkusisty Buddy’ego Richa, z którym odbył tournée po kraju. Wtedy także zaczął nagrywać jako lider dla wytwórni Imperial Records.
W 1962 podjął nietrafną decyzję o wyjeździe do Europy. Na Starym Kontynencie przebywał trzy lata, pracując we Francji, Belgii i Holandii. W Paryżu występował m.in. ze słynnymi muzykami amerykańskimi: perkusistą Kennym Clarkiem, pianistą Kennym Drew i saksofonistą Johnnym Griffinem. Dokonywał również nagrań płytowych. Wyjazd ze Stanów Zjednoczonych jednak spowodował, że zniknął z rodzimej sceny jazzowej, kiedy jego kariera nabierała rozpędu. Po powrocie do kraju zaczął odbudowywać utraconą pozycję. Sformował i prowadził z powodzeniem kilka zespołów. Od 1966 do 1969 nagrał siedem albumów dla wytwórni Prestige. Niestety po źle ocenionym występie na Newport Jazz Festival w 1968 znów przestał być muzykiem przyciągającym uwagę słuchaczy. Na Zachodnim Wybrzeżu grany przez niego bebop z elementami bluesa wyszedł z mody, ustępując pola nowoczesnemu stylowi – cool. Ponadto rynek jazzu zaczął się kurczyć pod naporem rozlewającej się fali rocka.
Mimo niesprzyjających okoliczności, nadal dużo pracował. W 1975 i 1976 ukazały się jego trzy – wg wielu opinii – najlepsze płyty: Saturday Morning, Crisscraft i Out of Nowhere. Licząc na podniesienie zysków, producenci skłonili go, żeby na następnych płytach zagrał repertuar bliższy muzyce pop. Jego dwa - jak się okazało – ostatnie albumy, nagrane w wytwórniach Impulse! i ABC, nie wzbudziły zainteresowania.
7 listopada 1977 strzałem w głowę odebrał sobie życie w swoim domu w Los Angeles. Miał 50 lat. Nigdy się nie  ożenił, ale ze związku pozamałżeńskiego miał syna – Stevena. W 1988 jego matka ujawniła, że w 1977 zdiagnozowano u niego złośliwy nowotwór żołądka. Chciał to zataić i nadal pracować. Pozostał aktywny zawodowo do ostatnich tygodni życia.

## Wybrana dyskografia
- California Boppin’ 1947 (Fresh Sound Records)
- 1956
  - Jazz – U.S.A. (Imperial)
  - Go Man! (Imperial)
  - Sonny Criss Plays Cole Porter (Imperial)
- 1959 At the Crossroads (Peacock’s Progressive Jazz)
- 1960 Blues pour flirter (Polydor)
- 1963 Criss Cross (Imperial) – kompilacja
- 1966 This Is Criss! (Prestige)
- 1967
  - Portrait of Sonny Criss (Prestige)
  - Up, Up and Away (Prestige)
- 1968
  - The Beat Goes On! (Prestige)
  - Sonny’s Dream – Birth of the New Cool – The Sonny Criss Orchestra (Prestige)
- 1969
  - Rockin’ in Rhythm (Prestige)
  - I'll Catch the Sun! (Prestige)
- 1970 The Best of Sonny Criss/Hits of the ’60’s (Prestige)
- 1975
  - Saturday Morning (Xanadu Records)
  - Crisscraft (Muse Records)
- 1976
  - Out of Nowhere (Muse)
  - Warm & Sonny (ABC Impulse)
- 1977 The Joy of Sax (ABC Impulse)
- 1986 The Sonny Criss Memorial Album (Xanadu)
- 1987 Sonny Criss with Georges Arvanitas Trio – „Live” in Italy (Fresh Sounds)

### Jako sideman
Z Dexterem Gordonem
- 1977 The Hunt (Savoy)

Z Wardellem Grayem
- 1955 Wardell Gray Memorial – Volume 2 (Prestige)

Z Hamptonem Hawesem
- 1977 The Hampton Hawes All-Stars – Live at Memory Lane (Fresh Sound)

Z Charliem Parkerem i  Chetem Bakerem
- 1978 Charlie Parker–Chet Baker – Bird & Chet - Inglewood Jam (Philips)

Z Esther Phillips
- 1976 Confessin’ the Blues (Atlantic)

Z Buddym Richem
- 1954 The Swinging Buddy Rich (Norgran)
- 1956 The Wailing Buddy Rich (Norgran)
- 1981 The Cinch – Live from Birdland (Spotlight Records)

Zestawienie wg dat wydania płyt